# Cerkiew Świętych Apostołów Piotra i Pawła w Zahorowie
Cerkiew pod wezwaniem Świętych Apostołów Piotra i Pawła – prawosławna cerkiew parafialna w Zahorowie. Należy do dekanatu Biała Podlaska diecezji lubelsko-chełmskiej Polskiego Autokefalicznego Kościoła Prawosławnego.
Kamień węgielny pod budowę świątyni został położony 28 kwietnia 1991, dwa lata po reaktywowaniu istniejącej w I połowie XX w. parafii prawosławnej. 1 sierpnia 1993 gotowy budynek poświęcił arcybiskup lubelski i chełmski Abel. Jednorzędowy ikonostas we wnętrzu świątyni wykonał mieszkaniec Zahorowa Aleksy Chwesiuk, zaś ikony napisał Eugeniusz Świniarczuk z Kowla. W 2008 w budynku pojawiła się tablica pamiątkowa przedstawiająca cerkiew w Zahorowie zniszczoną w czasie akcji rewindykacyjno-polonizacyjnej w 1938.

## Galeria

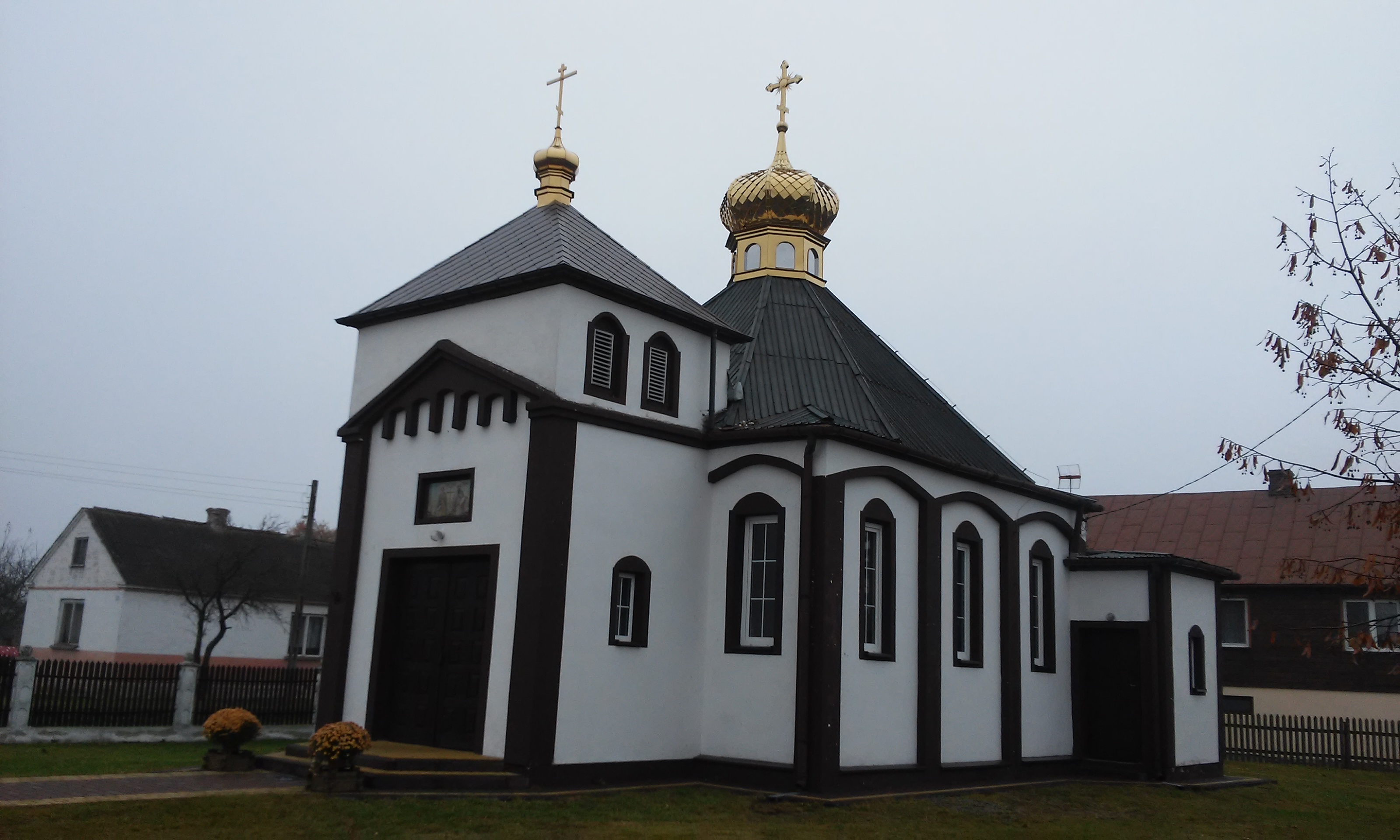
Cerkiew od S–W
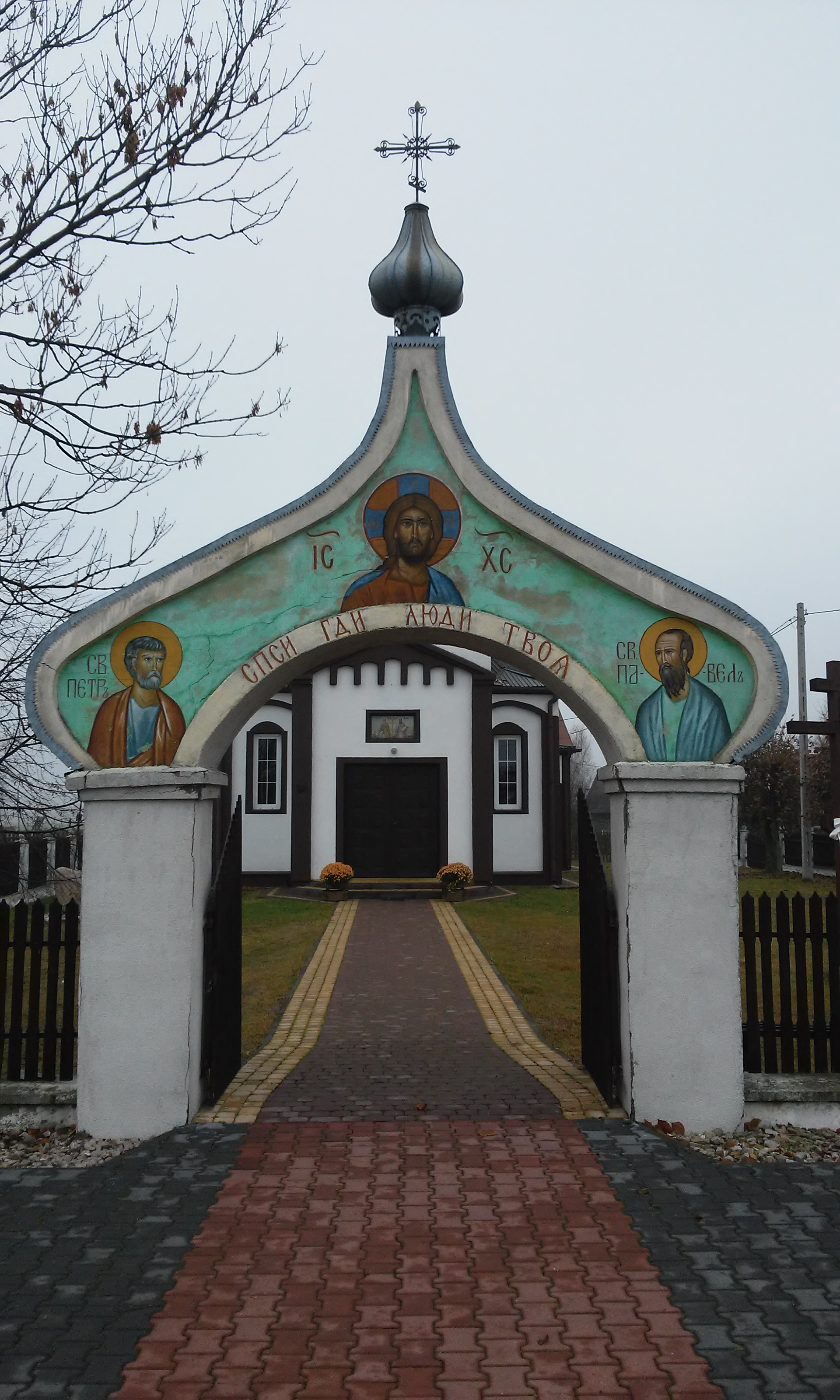
Brama wjazdowa
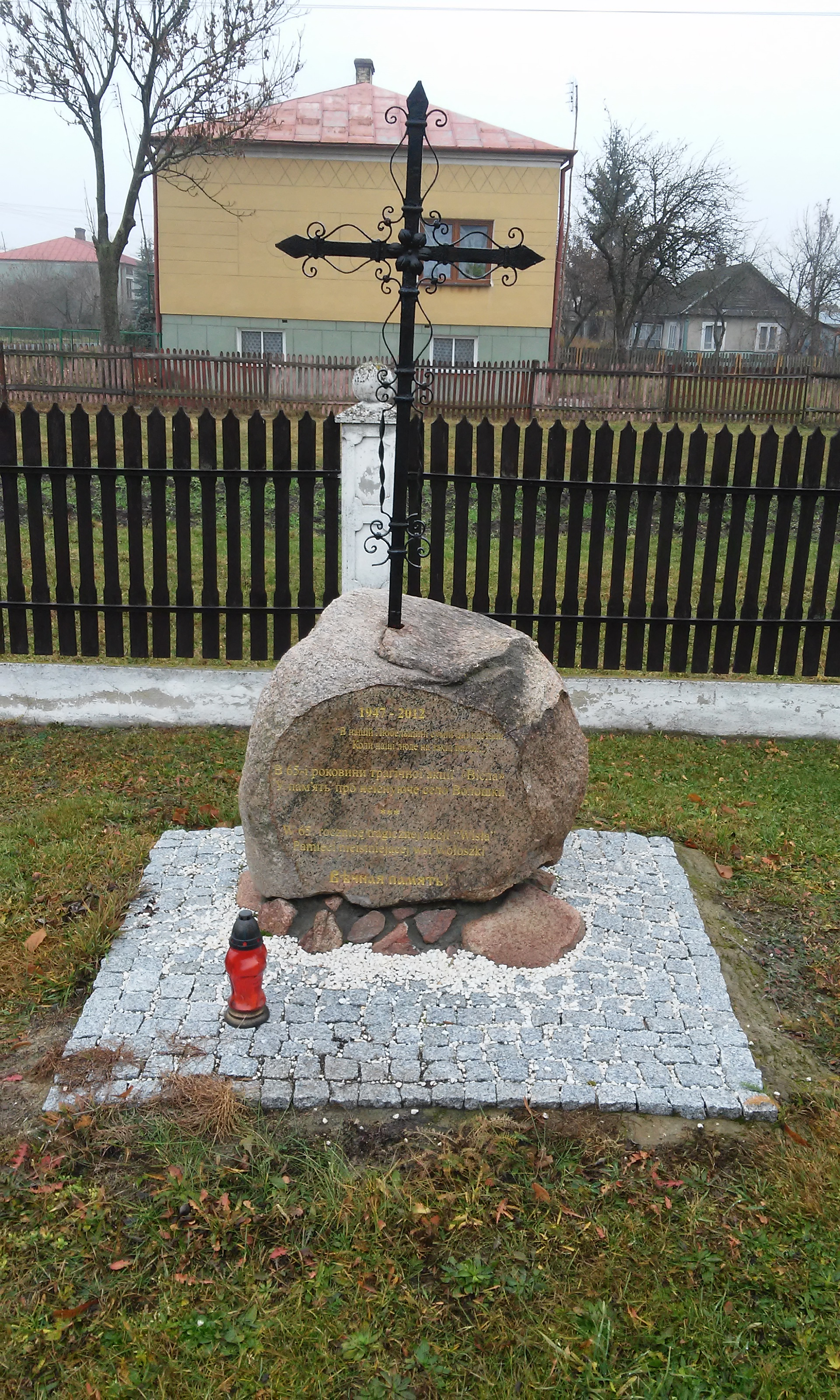
Pomnik przy cerkwi upamiętniający Akcję „Wisła”